# Fritz Walter Stadion
Fritz-Walter-Stadion er et tysk fodboldstadion, opkaldt efter den legendariske tyske landsholdsspiller Fritz Walter, som i sin karriere udelukkende repræsenterede 1. FC Kaiserslautern. Stadionet er hjemmebane for denne klub og blev åbnet i 1926, men senere ombygget (så det passede til FIFAs standarder til verdensmesterskaber) fra 2002-2005 forud for VM i fodbold 2006, som blev spillet i Tyskland. Stadionet ligger på bjerget Betzenberg, og er Tysklands højest beliggende. Kapaciteten er på 48.000, hvoraf de 18.600 er ståpladser. Under VM havde stadion en kapacitet på 37.084.
| Idrætsanlæg | Spire Denne artikel om et idrætsanlæg er en spire som bør udbygges. Du er velkommen til at hjælpe Wikipedia ved at udvide den. |

49°26′04″N 7°46′33″Ø / 49.43444°N 7.77583°Ø